# Elecciones estatales de Alemania Oriental de 1950
Las elecciones estatales del 15 de octubre de 1950 fueron las últimas elecciones de esta naturaleza celebradas en la 
República Democrática Alemana (RDA) antes de la disolución de sus estados federados en 1952.
A los comicios en cada uno de los estados federados concurrió una lista única del Frente Nacional (dominado a su vez por el Partido Socialista Unificado de Alemania), y la distribución de los escaños de cada uno de los parlamentos regionales entre los partidos componentes del Frente se fijó por adelantado. El voto no fue secreto y aquellos ciudadanos que votaron en contra de la lista única o se abstuvieron sufrieron persecución. También los opositores reales o presuntos al SED que participaban en otros partidos miembros del Frente Nacional fueron arrestados u obligados a huir a Alemania Occidental.

## Resultados
| Estado         | Participación electoral | Aprobación a la lista del Frente Nacional | Votos en contra | Votos nulos |
| -------------- | ----------------------- | ----------------------------------------- | --------------- | ----------- |
| Brandeburgo    | 98,6 %                  | 99,9 %                                    | 0,1 %           | 0,1 %       |
| Mecklemburgo   | 99,2 %                  | 99,9 %                                    | 0,1 %           | 0,1 %       |
| Sajonia        | 98,1 %                  | 99,8 %                                    | 0,2 %           | 0,1 %       |
| Sajonia-Anhalt | 99,1 %                  | 99,8 %                                    | 0,2 %           | 0,2 %       |
| Turingia       | 98,2 %                  | 99,1 %                                    | 0,9 %           | 0,3 %       |

### Brandeburgo
| Partido/Asociación                      | Escaños |
| --------------------------------------- | ------- |
| SED                                     | 18      |
| CDU                                     | 14      |
| LDP                                     | 12      |
| DBD                                     | 6       |
| NDPD                                    | 6       |
| FDGB                                    | 11      |
| DFD                                     | 9       |
| FDJ                                     | 9       |
| Kulturbund                              | 5       |
| VVN                                     | 4       |
| Cooperativas de consumidores y usuarios | 3       |
| VdgB                                    | 3       |

### Mecklemburgo
| Partido/Asociación                      | Escaños |
| --------------------------------------- | ------- |
| SED                                     | 18      |
| CDU                                     | 12      |
| LDP                                     | 11      |
| DBD                                     | 6       |
| NDPD                                    | 5       |
| FDGB                                    | 10      |
| DFD                                     | 7       |
| FDJ                                     | 6       |
| Kulturbund                              | 4       |
| Cooperativas de consumidores y usuarios | 4       |
| VdgB                                    | 4       |
| VVN                                     | 3       |

### Sajonia-Anhalt
| Partido/Asociación                      | Escaños |
| --------------------------------------- | ------- |
| SED                                     | 20      |
| CDU                                     | 15      |
| LDP                                     | 18      |
| DBD                                     | 9       |
| NDPD                                    | 9       |
| FDGB                                    | 12      |
| DFD                                     | 6       |
| FDJ                                     | 6       |
| Kulturbund                              | 6       |
| VVN                                     | 5       |
| Cooperativas de consumidores y usuarios | 2       |
| VdgB                                    | 2       |

### Sajonia
| Partido/Asociación                      | Escaños |
| --------------------------------------- | ------- |
| SED                                     | 27      |
| CDU                                     | 18      |
| LDP                                     | 17      |
| DBD                                     | 9       |
| NDPD                                    | 9       |
| FDGB                                    | 12      |
| DFD                                     | 7       |
| FDJ                                     | 7       |
| Kulturbund                              | 5       |
| VVN                                     | 5       |
| Cooperativas de consumidores y usuarios | 2       |
| VdgB                                    | 2       |

### Turingia
| Partido/Asociación                          | Escaños |
| ------------------------------------------- | ------- |
| SED                                         | 21      |
| CDU                                         | 15      |
| LDP                                         | 15      |
| DBD                                         | 6       |
| NDPD                                        | 6       |
| FDGB (*)                                    | 11      |
| DFD (*)                                     | 6       |
| FDJ (*)                                     | 6       |
| Kulturbund (*)                              | 5       |
| VVN (*)                                     | 3       |
| Cooperativas de consumidores y usuarios (*) | 3       |
| VdgB (*)                                    | 3       |

(*) Total de 37 diputados pertenecientes a organizaciones de masas, de los cuales 30 eran miembros del SED, 4 independientes, y 3 de la CDU, el LDPD y el NDPD, respectivamente.